# Aconitum desoulavyi
Aconitum desoulavyi är en ranunkelväxtart som beskrevs av Komarov. Aconitum desoulavyi ingår i släktet stormhattar, och familjen ranunkelväxter. Inga underarter finns listade i Catalogue of Life.